# Jacek Pielecha
Jacek Sławomir Pielecha (ur. 1971) – polski inżynier, profesor Politechniki Poznańskiej.

## Życiorys
Studia na kierunku mechanika i budowa maszyn ukończył na Politechnice Poznańskiej w 1996. Stopień doktorski uzyskał w 2000. Habilitował się w 2012. W roku 2017 otrzymał tytuł naukowy profesora nauk technicznych.
Prof. Pielecha jest członkiem Komitetu Transportu Polskiej Akademii Nauk. Obecnie pełni funkcję dziekana Wydziału Inżynierii Lądowej i Transportu Politechniki Poznańskiej; Instytut Napędów i Lotnictwa.
Prof. Pielecha jest także Sekretarzem Naukowym Redakcji Combustion Engines – kwartalnika naukowego (w języku ang) wyd. przez Polskie Towarzystwo Naukowe Silników Spalinowych – Combustion Engines.

## Życie prywatne
Jego bratem jest prof. Ireneusz Pielecha.

## Nagrody i wyróżnienia
- Medal Stulecia Odzyskanej Niepodległości (2019)[3].